# Loge maçonnique
Pour les articles homonymes, voir Loge.
Une loge maçonnique est une association civile — parfois qualifiée de confrérie civile — que forme un petit groupe de membres de la franc-maçonnerie au niveau local.
Dans la terminologie maçonnique, on appelle loges ou ateliers les groupes de base des francs-maçons. Les loges se caractérisent par un  « titre distinctif », fréquemment un numéro d'ordre et un « Orient », c'est-à-dire la ville ou le lieu où elle choisit de se rattacher. Seules les loges disposent du pouvoir, essentiel en franc-maçonnerie, d'initier de nouveaux membres. Elle se réunissent dans des temples maçonniques.

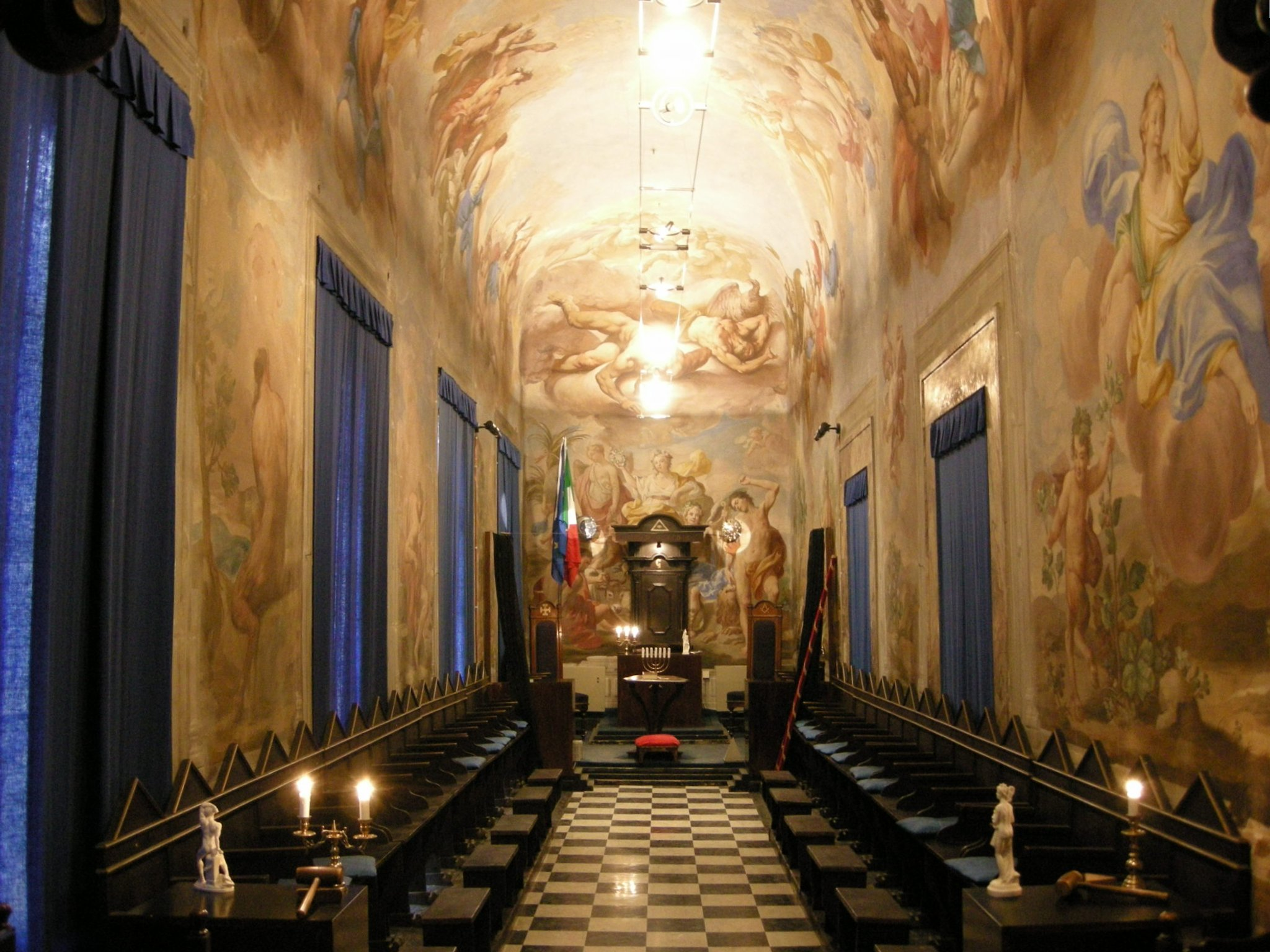
Temple d'une loge maçonnique italienne (Palazzo Roffia, Florence).

## Types de loge
Les loges maçonniques sont parfois identifiées comme un type de confrérie civile. Céline Bryon-Portet, qui dirige des travaux de recherche au laboratoire d'études et de recherches appliquées en sciences sociales à l'université de Toulouse, les qualifie de « confrérie associationniste ». Le rapport qu'elles entretiennent avec d'autres confréries fait l'objet d'études d'historiens depuis plusieurs années.
Les ateliers des trois premiers degrés (apprenti, compagnon et maître) sont appelés « loges symboliques » ou « loges bleues ». Ceux des grades complémentaires ou « supérieurs », appelés « hauts grades » dans certains rites, portent des titres spécifiques « loges de perfection », « chapitres », « aréopages », « consistoires », mais restent toujours des « loges » au sens général.

## Loges et grande loge
Un ensemble de loges de sensibilité apparentée et situées géographiquement dans le même État peuvent se regrouper en « obédiences maçonniques », généralement appelées « grandes loges » ou, plus rarement, « grands orients ». En se fédérant ainsi, les loges regroupent leurs forces, notamment en ce qui concerne les questions matérielles (financement et gestion de leurs locaux), rituelles (harmonisation des cérémonies) et d'inter-visite (les membres d'une loge peuvent habituellement fréquenter en visiteur toutes les autres loges d'une même fédération). Ces regroupements « administratifs » n'ont pas pour fonction d'initier de nouveaux membres, l'initiation étant du ressort exclusif des loges qui composent l'obédience.

## Hiérarchie
Au sein d'une loge, deux hiérarchies cohabitent, celle des grades et celles des fonctions.

### Grades maçonniques
Ce type de hiérarchie est initiatique. Elle inclut les grades d'avancement et les grades de perfectionnement. La progression de l'initié s'accomplit en fonction des travaux maçonniques qu'il accomplit au sein de cette communauté et du jugement que ses pairs portent sur lui.

### Les fonctions: officiers de la loge

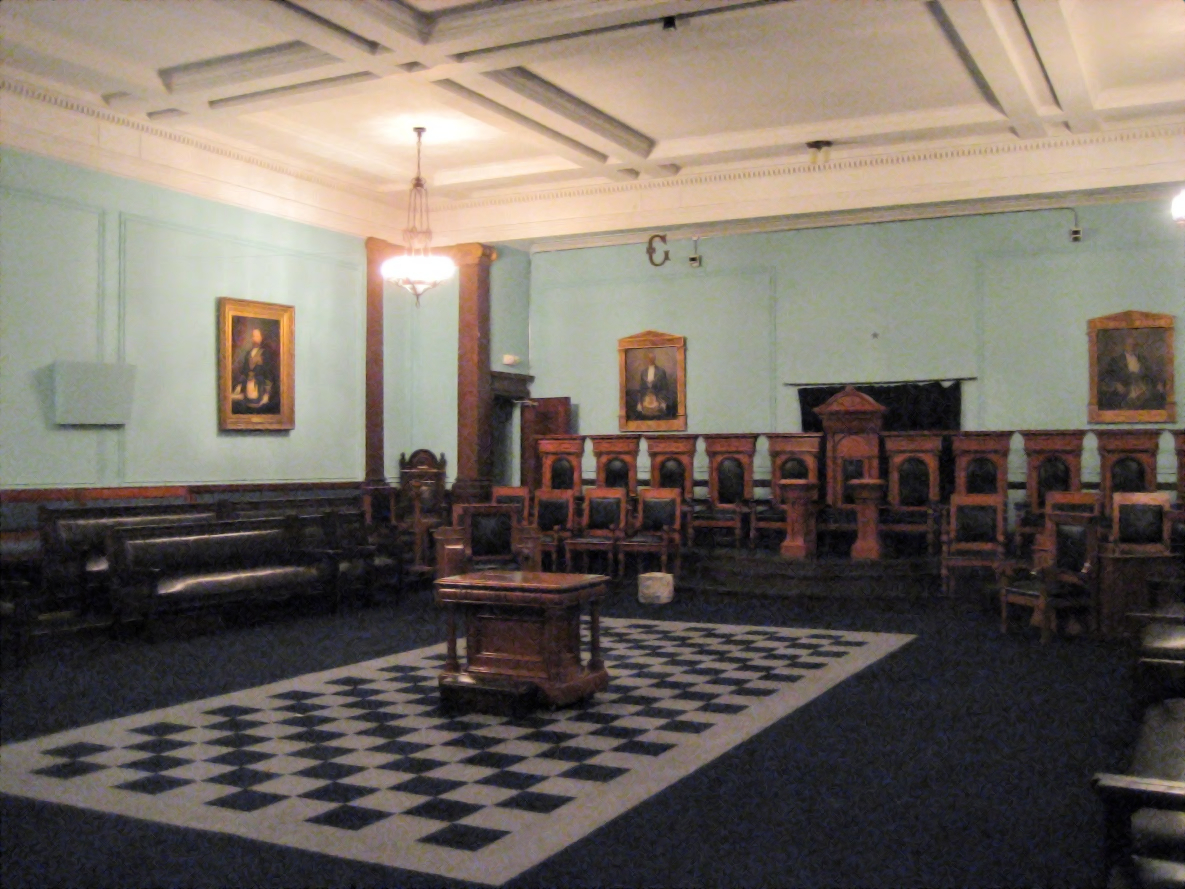
Temple de la loge « Les Cœurs Unis », à Montréal.

Une loge est présidée par un vénérable maître qui dirige les travaux, secondé par un collège d'officiers. Certains offices ne doivent être remplis que par un maître. Le nombre et la qualité de ceux-ci diffèrent selon les rites, cependant on trouve toujours le « premier surveillant », qui a la charge de l'instruction des compagnons, et le « second surveillant », qui a celle des apprentis.

## Désignation des responsables
Selon les statuts de quelques obédiences, tout membre affilié depuis au moins six mois participe chaque année à l'élection des officiers et du vénérable maître, qui ne peut habituellement exercer son mandat au-delà de trois ans. Dans certaines loges, les apprentis et les compagnons ne votent pas. Le droit de vote peut dépendre également d'une assiduité suffisante pendant l'année.

## Tenue
Une « tenue de loge » est une réunion rituelle qui, en théorie, ne peut être ouverte qu'avec au moins sept membres. Certaines obédiences exigent dans ce cas qu'ils possèdent tous le grade de maître. Les tenues dites d'« obligation » ont lieu au maximum deux fois par mois et en principe le soir, elles durent environ trois heures. Les loges peuvent recevoir dans leur tenue des membres d'autres loges (visiteurs et visiteuses) de leur obédience ou d'autres obédiences, si celles-ci ont établi des conventions de reconnaissance mutuelle. La loge peut aussi tenir des tenues « blanches », qui sont le plus souvent des conférences et qui peuvent être « ouvertes », où le conférencier est un franc-maçon et l'auditoire ouvert également au « non franc-maçon (profane) », mais aussi « fermées », où le conférencier est dit « profane » et l'auditoire exclusivement composé de francs-maçons. Des tenues particulières ont également lieu, comme les tenues funèbres en cas de décès d'un membre de la loge et des tenues de banquet pour les fêtes solsticiales de la Saint-Jean d'hiver et d'été. L'ensemble du déroulement de la tenue, comme des spéculations qui y sont menées, sont toujours codifiées selon le rituel propre à chaque rite.

## Vie maçonnique
La vie maçonnique se déroule de septembre à juin, en règle générale, à laquelle s'ajoutent des fêtes d'été où les membres ont l'occasion de se retrouver.

## Loges non maçonniques
Toutes les associations qui prennent le nom de loges ne sont pas nécessairement maçonniques. En effet, ce mode d'organisation a été souvent copié, jusque dans sa dénomination, par les sociétés amicales (telles que les Odd Fellows ou les francs-jardiniers) ainsi que par de très nombreuses autres associations du monde anglo-américain.